# Breitnock
Breitnock (italienska: Dosso Largo) är ett berg i Österrike på gränsen till Italien.   Det ligger i förbundslandet Tyrolen, i den västra delen av landet. Toppen på Breitnock är 3 212 meter över havet, eller 130 meter över den omgivande terrängen.
Den högsta punkten i närheten är Hoher Weisszint, 3 371 meter över havet, väster om Breitnock.
Trakten runt Breitnock består i huvudsak av kala bergstoppar och isformationer.